# Petko Lazarov
Pour les articles homonymes, voir Lazarov.
Petko Lazarov (en bulgare : Петко Лазаров), né le 28 octobre 1935, à Plovdiv, en Bulgarie, est un ancien joueur bulgare de basket-ball.

## Palmarès
- Finaliste du championnat d'Europe 1957
- 3e du championnat d'Europe 1961